# Giulio Macchi (ingegnere)
Giulio Macchi (Varese, 1866 – Varese, 1935) è stato un ingegnere e imprenditore italiano dell'industria aeronautica.

## Biografia
Nel 1913 a Varese Giulio Macchi fonda la Società Anonima Nieuport-Macchi, dalla "Società anonima Fratelli Macchi", di Giovanni, Giuseppe, Enrico e Giulio Macchi, nata nel 1905 per carrozzeria, automobili, ruotificio. Iniziò con la costruzione su licenza di aerei francesi, ma dopo la prima guerra mondiale si specializzò nella costruzione di idrovolanti. Negli anni '30 costruì alcuni tra i più famosi caccia e aerosiluranti in dotazione alla Regia Aeronautica, tra cui: l'M.C.200, l'M.C.202 e l'M.C.205.
Decise, inoltre, di dedicarsi anche alla produzione di veicoli terrestri, in particolare motocicli col marchio Aermacchi. Oggi l'Alenia Aermacchi è una delle industrie aeronautiche italiane più conosciute nel mondo.
Muore nel 1935 e viene sepolto nel Cimitero monumentale di Giubiano.